# Bommiers
Bommiers – miejscowość i gmina we Francji, w Regionie Centralnym, w departamencie Indre.
Według danych na rok 1990 gminę zamieszkiwało 229 osób, a gęstość zaludnienia wynosiła 8 osób/km² (wśród 1842 gmin Regionu Centralnego Bommiers plasuje się na 911. miejscu pod względem liczby ludności, natomiast pod względem powierzchni na miejscu 372.).